# Hercule Nicolet
Hercule Nicolet, född den 18 januari 1801 i La Ferrière, död den 16 september 1872 i Versailles, var en schweizisk litograf, illustratör, bibliotekarie och entomolog specialiserad på fjällborstsvansar och hoppstjärtar. 
Auktorsnamnet Nicolet kan användas för Hercule Nicolet i samband med ett vetenskapligt namn inom zoologin; se Wikipedia-artiklar som länkar till auktorsnamnet.